# 阿爾比恩鎮區 (密歇根州)
阿爾比恩特設鎮區（英語：Albion Township）是位於美國密歇根州卡爾霍恩縣的一個行政鎮區。

## 地方資料
阿爾比恩特設鎮區的面積為85.60平方千米，當中陸地面積為84.60平方千米，而水域面積為1.00平方千米。根據2020年美國人口普查的數據，當地共有人口1094人，而人口密度為每平方千米12.78人。